# Apostoli di Bahá'u'lláh
Gli Apostoli di Bahá'u'lláh furono diciannove eminenti seguaci di Bahá'u'lláh, il fondatore della religione bahai. 
Gli apostoli furono designati tali da Shoghi Effendi, il Custode della fede bahai. 
Questi Bahai ebbero un ruolo importante nell'iniziale sviluppo e nella diffusione della fede bahai e nel suo primo consolidamento.
Per i Bahai questi apostoli ebbero un ruolo simile a quello degli apostoli di Gesù, o i compagni di Maometto o le Lettere del Vivente del Báb. 

## Gli apostoli
L'elenco riporta lo stesso riferimento numerico indicato sotto le singole e rispettive foto:
1. Mírzá Músá
2. Badí‘
3. Núrayn-i-Nayyirayn
4. Hájí Amín
5. Mírzá Abu'l-Fadl
6. Varqá
7. Mírzá Mahmúd
8. Ḥají Ákhúnd
9. Nabíl-i-Akbar
10. Vakílu'd-Dawlih
11. Ibn-i-Abhar
12. Nabíl-i-A`ẓam
13. Kázim-i-Samandar
14. Mírzá Mustafá
15. Mishkín-Qalam
16. Adíb
17. Shaykh Muhammad-'Alí
18. Zaynu'l-Muqarrabín
19. Ibn-i-Asdaq

### I più noti
Alcuni di questi apostoli sono particolarmente noti ai Bahai:
- Badí‘ - Il diciassettenne che consegnò le Tavole di Bahá'u'lláh a Nasser-al-Din Shah subendone il martirio;
- Sultánu'sh-Shuhada' - Il Re dei Martiri di Isfahan, decapitato assieme al fratello;
- Mírzá Abu'l-Fadl - Il discepolo che si viaggiò a lungo recandosi anche in America e scrisse alcuni importanti libri sulla fede bahai;
- Varqá - Il padre di Rúhu'lláh, entrambi uccisi lo stesso giorno della loro adesione alla fede;
- Nabíl-i-Akbar - Insegnante e destinatario di diverse Tavole di Bahá'u'lláh;
- Nabíl-i-A`ẓam - Autore del racconto storico The Dawn-breakers;
- Mishkín-Qalam - Noto calligrafo del suo tempo e disegnatore del simbolo Il più grance Nome;
- Zaynu'l-Muqarrabín - Giurisperito Islamico, che sottopose alcune domande a Bahá'u'lláh sul suo Kitáb-i-Aqdas.

## Martha Root
Shoghi Effendi si riferì a Martha Root come l'unica apostola di Bahá'u'lláh, anche se essa non rientra tra i diciannove apostoli indicati dallo stesso Shoghi Effendi. 